# Табасаран
Табасара́н, также Табасара́нь, Таваспарк, Табарсеран, Табарсалан — историческая и географическая область (провинция) в Южном Дагестане, основное население которой составляли табасараны и лезгины. На западе граничит с Агулом, на юге с Кюрой, на севере и северо-западе с Кайтагом, на востоке с Дербентом. Территориально в целом соответствует современным Табасаранскому, части Хивского и Дербентского районов Дагестана. Табасаран делился на Северную и Южную части, каждая делилась на раятскую и узденскую.

## География
В XVII столетии Табасаран включал в себя нынешние Табасаранский и Хивский районы и часть Дербентского района Дагестана. На севере он граничил с Кайтагом, на юго-востоке — с Дербентом и на юге — с Кюринским владением. Границы с Хивом и Кюрой проходили отчасти по реке Гюльгерычай.

## Этимология
П. К. Услар полагал, что Табасаран — название не кавказское, «всего вероятно, ему можно приписать иранское происхождение. Но и при помощи иранского языка оно, насколько я могу судить, остается необъяснимым».
Как пишет Бакиханов в своем труде Гюлистан-и Ирам большая часть жителей Табасарана переселена сюда Ануширваном из Табаристана и Исфахана, то название Табасаран могло произойти от Табаристана. Однако эта версия не заслуживает доверия, так как Хосров I Ануширван правил Ираном в середине VI века, тогда как уже в V веке армянский историк Егише упоминает о «корпусе Таваспарана гор и равнин». В другом месте Егише передает, что персидский царь Йездигерд II (438—457) однажды приказал своему военачальнику Мушкану идти с войском «в области аланов, Линника, джегбов, еджматаков, таваспаранов и хибиованов и, наконец, во все места укрепленные, которые гунны опустошили вследствие союза своего с войсками Армении».
О племени таваспаров как одном из 26 племён Кавказской Албании сообщал греческий историк и географ Страбон. Племя таваспаран (табасаран) также упоминается, как одно из племён, населявших г. Дербент (Чола) в VIII веке н. э.
Советский историк и искусствовед, член-корреспондент АН СССР К. В. Тревер также полагала, что таваспары, хечматаки, гугары, глуары, гаты были кавказским этносом.

## Население
В этническом плане население Табасарана не было однородным и в разные периоды состояло из табасаранцев, лезгин, азербайджанцев, терекеменцев, горских евреев и татов.

## История
К 722 году относится сообщение арабского автора о шахе табасарана. По сообщению Балазури, сасанидский шах Хосров I Ануширван (правил в 531—579 годах), завоевав часть Восточного Кавказа,

пригласил …царей, назначил их, предоставив каждому из них шахство (над отдельной областью). Среди них хапан горы, а он сахиб ас-Серир, и называется он вахрарзаншах, царь (малик) Филана, а он филаншах, Табасараншах, царь ал-Лакза с титулом джуршаншах и царь Маската, царство которого (в настоящее время уже) не существует, и царь Лирана, с титулом лираншах. И назначил он владетеля (сахиб) Бухха над Буххом, владетеля Зирикерана над Зирикераном. И утвердил он маликов горы ал-Кабк в их владениях и заключил с ними мир, на условиях внесения подати (итав).

Это свидетельствует о том, что сасанидский правитель застал в регионе местных правителей, власть за которыми он сохранил и утвердил.
В 722 году наместником Армении был назначен Джаррах ибн Абдуллах ал-Хакими, начавший энергичную борьбу с хазарами. Обманув противника, он прошёл через Дербент и обрушился на дагестанские земли. Историк Ат-Табари пишет о походах Джарраха: «Арабы, разбив хазар в южном Дагестане, проникли в горы Дагестана и преодолели сопротивление жителей Хамзина и Гумика, разрушили и разграбили в результате карательных походов Кайтаг и Табасаран за отказ признать их власть». В результате карательной экспедиции арабы увели из Табасарана до 2000 пленных, из Кайтага — свыше 700, захватили 10000 голов скота и другое имущество.
В VIII веке покорён арабами, которые, обратив жителей в ислам, назначили правителем её Магомета Маасума, дав ему в помощь Кадия. С течением времени Табасаран разделился между потомками Кадия и Магомета на две части: северную, управляемую беками из потомства Кадия, и южную, доставшуюся потомкам Магомета, принявшим титул майсумов (маасумов).